# Dalila Douifi
Dalila Douifi, née le 17 février 1970 à Thourout est une femme politique belge flamande, membre du sp.a. Elle est d'ascendance paternelle algérienne et maternelle flamande.
Elle est régente Français-Histoire-Morale et enseignante.
Elle est chevalier de l'ordre de Léopold.

## Biographie
Native de Belgique, elle grandit à Grenoble en France où elle étudie l'histoire à l'université Stendhal.

## Fonctions politiques
- Conseillère communale de Thourout.
- Députée fédérale du 14 juillet 1999 au 6 mai 2010.
- Sénatrice du 6 décembre 2011 au 25 mai 2014 en remplacement de Johan Vande Lanotte, devenu ministre.